# Xã Independence, Quận Washington, Kansas
Xã Independence (tiếng Anh: Independence Township) là một xã thuộc quận Washington, tiểu bang Kansas, Hoa Kỳ. Năm 2010, dân số của xã này là 132 người.